# Regan Smith (autocoureur)

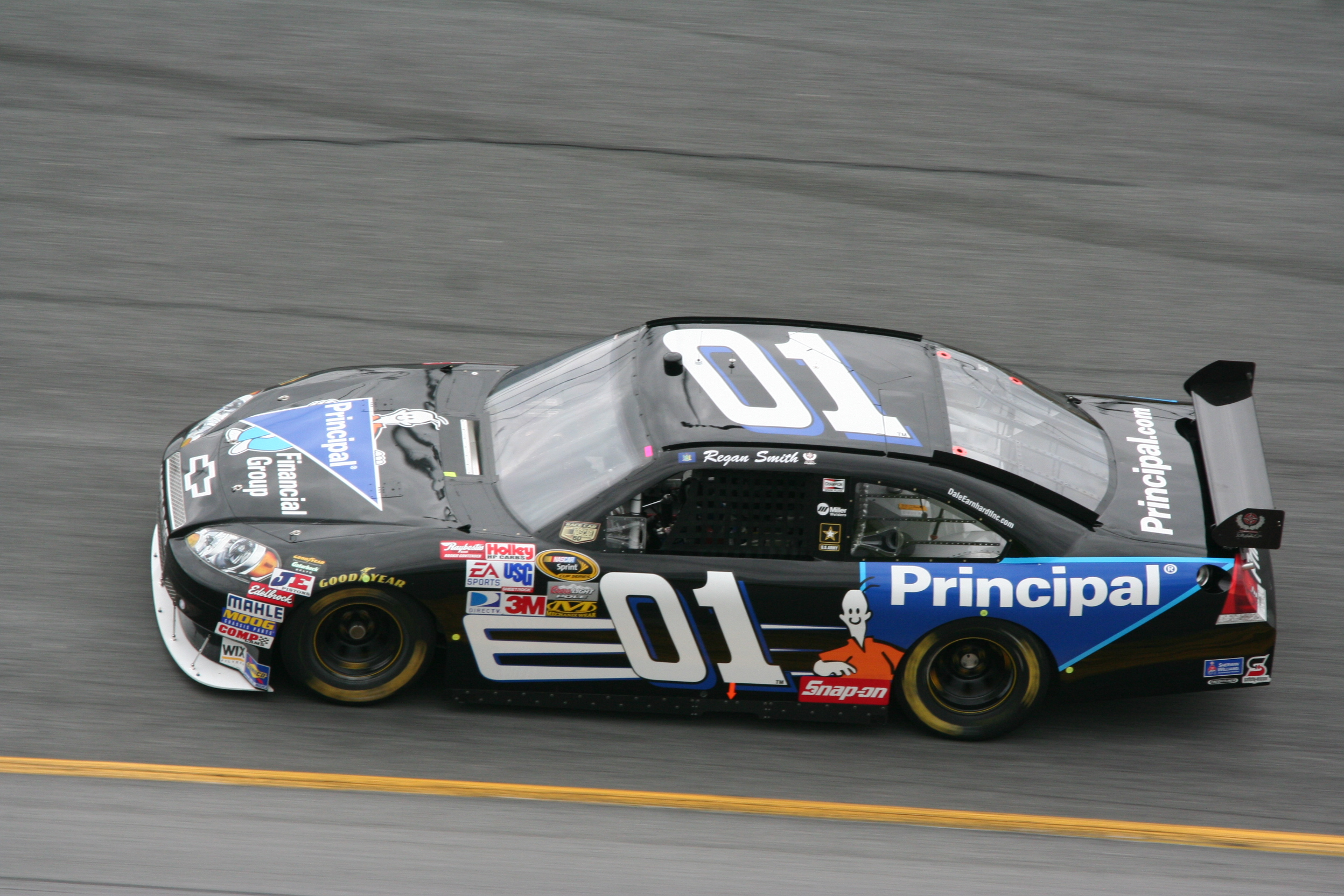
Smith op de Daytona International Speedway in 2008

Regan Smith (Cato, New York, 23 september 1983) is een Amerikaans autocoureur. Hij rijdt in de NASCAR Sprint Cup en de Nationwide Series.

## Carrière
Smith startte zijn carrière in de NASCAR in 2002 in de Craftsman Truck Series en de Nationwide Series. Zijn beste resultaten in de Nationwide Series waren drie vijfde plaatsen in 2007. Datzelfde jaar debuteerde hij in de Sprint Cup. Zijn eerste en tot nog toe enige overwinning kwam er in 2011 toen hij de Southern 500 won op de Darlington Raceway. Eerder dat jaar werd hij zevende tijdens de Daytona 500 nadat hij van de vijfde plaats op de startgrid was vertrokken.

## Resultaten in de NASCAR Sprint Cup
Sprint Cup resultaten (aantal gereden races, polepositions, gewonnen races en positie in het kampioenschap)
| Jaar | Races | Polepositions | Overwinningen | Kampioenschap |
| ---- | ----- | ------------- | ------------- | ------------- |
| 2007 | 7     | 0             | 0             | 50e           |
| 2008 | 34    | 0             | 0             | 34e           |
| 2009 | 18    | 0             | 0             | 39e           |
| 2010 | 36    | 0             | 0             | 28e           |
| 2011 | 36    | 0             | 1             | 26e           |
| 2012 | 34    | 0             | 0             | 24e           |
| 2013 | 6     | 0             | 0             | -             |